# Saison 2005-2006 du FC Nantes Atlantique
Chronologie
Saison précédente Saison suivante
La saison 2005-2006 du FC Nantes Atlantique est la 43e saison d'affilée du club en Ligue 1. À l'issue d'une saison sans éclat, le FC Nantes, porté par Jérémy Toulalan et Mickaël Landreau qui effectuent leur dernière saison sous les couleurs nantaises, termine 14e au classement avec 45 points (11 victoires, 12 nuls et 15 défaites ; 37 buts pour, 41 buts contre). Le club atteint les demi-finales de coupe de France mais est éliminé par le Paris SG.

## Résumé de la saison
À l'orée de la saison, Rudi Roussillon devient le nouveau président du FCNA en remplacement de Jean-Luc Gripond qui reste cependant au club comme président délégué. La mise à la retraite d'office de Robert Budzynski, prévue par Gripond, n'est pas annulée : son départ est effectif en octobre. Cette figure historique du club, comme joueur à partir de 1963 puis, à partir de 1970, comme directeur sportif, est remplacée par Japhet N'Doram, l'ancien « sorcier » reconverti comme recruteur à l'AS Monaco. Pour le reste, plusieurs joueurs sont vendus ou prêtés pour alléger le groupe (notamment les décevants Cacéres et Viveros ainsi que Pujol) et les quelques renforts sont appréciables, notamment Franck Signorino assez en vue sur le flanc gauche.
Mais les résultats ne s'améliorent pas. Passée la 10e journée, Nantes stagne et ne dépassera plus la douzième place malgré les renforts de Julio Hernan Rossi et de Dennis Oliech en janvier. En coulisses, l'agitation règne toujours puisque de graves difficultés financières sont annoncées : les deux précédents exercices ont accumulé un déficit de 16 millions d'euros, dont 9 pour le seul exercice 2004-2005. Le déficit est couvert par le groupe Dassault, désormais maison-mère, mais le club semble enfermé dans une spirale négative. L'équipe termine quatorzième du championnat, est sortie en demi-finale de coupe de France.
Plus grave, le capitaine Mickaël Landreau, dont le contrat se termine faute de n'avoir pas été renouvelé par l'ex-président Gripond à la suite du « putsch » de Noël 2004, refuse de prolonger et annonce dès le mois de mars son départ pour le Paris SG à la fin de la saison. Une page se tourne, l'ambiance est morose : avec le départ de Pascal Delhommeau, Nicolas Savinaud et Frédéric Da Rocha sont les deux seuls joueurs du titre de 2001 à demeurer au club, seulement cinq ans après et Jérémy Toulalan, devenu le point fort de l'équipe depuis deux saisons, est transféré à l'Olympique lyonnais.

## Effectif et encadrement

### Tableau des transferts
| Nom                 | Nationalité | Poste     | Modalités                | Provenance/Destination    | Division                     |
| ------------------- | ----------- | --------- | ------------------------ | ------------------------- | ---------------------------- |
| Arrivées            |             |           |                          |                           |                              |
| Tony Heurtebis      | France      | Gardien   | Fin de contrat           | Stade brestois 29         | Ligue 2 (D2)                 |
| Kévin Das Neves     | France      | Défenseur |                          | FC Nantes Atlantique rés. | CFA - D (D4)                 |
| Karim El Mourabet   | France      | Défenseur |                          | FC Nantes Atlantique rés. | CFA - D (D4)                 |
| Jean-Jacques Pierre | Haïti       | Défenseur | Transfert                | CA Peñarol                | Primera División (D1)        |
| Franck Signorino    | France      | Défenseur | Fin de contrat           | FC Metz                   | Ligue 1 (D1)                 |
| Imed Mhadhbi        | Tunisie     | Milieu    | Fin de contrat           | Étoile sportive du Sahel  | Ligue Professionnelle 1 (D1) |
| Dimitri Payet       | France      | Milieu    |                          | FC Nantes Atlantique rés. | CFA - D (D4)                 |
| Hassan Ahamada      | France      | Attaquant | Retour de prêt           | SC Beira-Mar              | Primeira Liga (D1)           |
| Habib Bamogo        | France      | Attaquant | Prêt sans option d'achat | Olympique de Marseille    | Ligue 1 (D1)                 |
| Shiva N'Zigou       | Gabon       | Attaquant | Retour de prêt           | FC Gueugnon               | Ligue 2 (D2)                 |
| Départs             |             |           |                          |                           |                              |
| Alexis Thébaux      | France      | Gardien   | Prêt sans option d'achat | AS Cherbourg              | National (D3)                |
| Julio César Cáceres | Paraguay    | Défenseur | Prêt avec option d'achat | Atlético Mineiro          | Serie A (D1)                 |
| Stéphen Drouin      | France      | Défenseur | Transfert                | ES Troyes AC              | Ligue 1 (D1)                 |
| Guillaume Norbert   | France      | Défenseur |                          | FC Nantes Atlantique rés. | CFA - C (D4)                 |
| Denis Stinat        | France      | Défenseur | Prêt sans option d'achat | Dijon FCO                 | Ligue 2 (D2)                 |
| Fodil Hadjadj       | Algérie     | Milieu    | Fin de contrat           | MC Alger                  | Division 1 (D1)              |
| Loïc Paillères      | France      | Milieu    |                          | Angoulême CFC             | DH Centre-Ouest (D6)         |
| Goran Rubil         | Croatie     | Milieu    |                          | Shonan Bellmare           | J. League Division 2 (D2)    |
| Hassan Ahamada      | France      | Attaquant | Transfert                | CF Belenenses             | Primeira Liga (D1)           |
| Mamadou Bagayoko    | Mali        | Attaquant | Prêt avec option d'achat | OGC Nice                  | Ligue 1 (D1)                 |
| Florin Bratu        | Roumanie    | Attaquant | Prêt avec option d'achat | FC Dinamo Bucarest        | Divizia A (D1)               |
| Shiva N'Zigou       | Gabon       | Attaquant | Transfert                | Stade de Reims            | Ligue 2 (D2)                 |
| Grégory Pujol       | France      | Attaquant | Prêt avec option d'achat | RSC Anderlecht            | Division 1 (D1)              |

| Nom                 | Nationalité | Poste     | Modalités                | Provenance/Destination | Division                |
| ------------------- | ----------- | --------- | ------------------------ | ---------------------- | ----------------------- |
| Arrivées            |             |           |                          |                        |                         |
| Julio César Cáceres | Paraguay    | Défenseur | Retour de prêt           | Atlético Mineiro       | Serie A (D1)            |
| Dennis Oliech       | Kenya       | Attaquant | Transfert                | Al-Arabi SC            | Qatar Stars League (D1) |
| Julio Hernán Rossi  | Argentine   | Attaquant | Transfert                | FC Bâle 1893           | Super League (D1)       |
| Départs             |             |           |                          |                        |                         |
| Julio César Cáceres | Paraguay    | Défenseur | Prêt avec option d'achat | CA River Plate         | Primera División (D1)   |
| Alexander Viveros   | Colombie    | Défenseur | Résiliation de contrat   | Grasshopper Zurich     | Super League (D1)       |

| Nom              | Nationalité   | Poste  | Modalités      | Provenance/Destination | Division          |
| ---------------- | ------------- | ------ | -------------- | ---------------------- | ----------------- |
| Arrivées         |               |        |                |                        |                   |
| Départs          |               |        |                |                        |                   |
| Gilles Yapi-Yapo | Côte d'Ivoire | Milieu | Prêt (février) | BSC Young Boys         | Super League (D1) |

### Staff technique
| Entraîneur              | : Serge Le Dizet |
| Entraîneur adjoint      | : Georges Eo     |
| Entraîneur des gardiens | : David Marraud  |
| Préparateur physique    | : Xavier Bernain |

### Dirigeants
| Président                        | : Rudi Roussillon  |
| Directeur Sportif                | : Robert Budzynski |
| Directeur Général                | : Jean-Luc Gripond |
| Directeur du Centre de Formation | : Laurent Guyot    |

## Compétitions

### Ligue 1
| Date              | Journée | TV           | Adversaire               | Lieu | Score | Buteurs du FCNA                                           | Class. | Affluences |
| ----------------- | ------- | ------------ | ------------------------ | ---- | ----- | --------------------------------------------------------- | ------ | ---------- |
| 30 juillet 2005   | J01     | -            | RC Lens                  | Dom. | 2 - 0 | Yapi-Yapo 3e, Glombard 7e                                 |        | 29.895     |
| 7 août 2005       | J02     | Canal+ Sport | Stade rennais FC         | Ext. | 3 - 0 | Faé 15e, Diallo 79e, Bamogo 86e                           |        | 29.345     |
| 13 août 2005      | J03     | -            | AC Ajaccio               | Dom. | 0 - 2 | -                                                         |        | 31.856     |
| 20 août 2005      | J04     | -            | OGC Nice                 | Ext. | 1 - 1 | Faé 46e                                                   |        | 13.440     |
| 27 août 2005      | J05     | -            | FC Metz                  | Dom. | 0 - 0 | -                                                         |        | 27.532     |
| 10 septembre 2005 | J06     | -            | ES Troyes AC             | Ext. | 0 - 1 | -                                                         |        | 11.812     |
| 17 septembre 2005 | J07     | -            | Toulouse FC              | Dom. | 2 - 0 | Diallo 17e 32e                                            |        | 24.889     |
| 21 septembre 2005 | J08     | -            | FC Sochaux-Montbéliard   | Ext. | 0 - 1 | -                                                         |        | 10.690     |
| 29 septembre 2005 | J09     | Canal+ Sport | Olympique lyonnais       | Dom. | 0 - 1 | -                                                         |        | 33.289     |
| 1er octobre 2005  | J10     | Canal+       | Paris Saint-Germain FC   | Ext. | 0 - 2 |                                                           |        | 42.164     |
| 15 octobre 2005   | J11     | Canal+       | AS Saint-Étienne         | Dom. | 1 - 1 | Keșerü 2e                                                 |        | 34.375     |
| 22 octobre 2005   | J12     | -            | Lille OSC                | Ext. | 0 - 2 | -                                                         |        | 11.868     |
| 29 octobre 2005   | J13     | -            | Le Mans UC 72            | Dom. | 1 - 0 | Keșerü 19e (pen.)                                         |        | 31.548     |
| 5 novembre 2005   | J14     | -            | AS Nancy-Lorraine        | Dom. | 3 - 0 | Da Rocha 26e, Signorino 63e, Bamogo 69e                   |        | 26.201     |
| 19 novembre 2005  | J15     | Canal+       | Olympique de Marseille   | Ext. | 1 - 2 | Bamogo 59e                                                |        | 48.221     |
| 27 novembre 2005  | J16     | -            | RC Strasbourg            | Dom. | 4 - 3 | Delhommeau 48e, Bamogo 56e, Dmitrijevic 60e, Da Rocha 90e |        | 25.173     |
| 3 décembre 2005   | J17     | -            | AJ Auxerre               | Ext. | 0 - 4 | -                                                         |        | 8.760      |
| 11 décembre 2005  | J18     | Canal+ Sport | AS Monaco FC             | Dom. | 0 - 0 | -                                                         |        | 28.275     |
| 17 décembre 2005  | J19     | -            | FC Girondins de Bordeaux | Ext. | 0 - 0 | -                                                         |        | 21.606     |
| 4 janvier 2006    | J20     | -            | Stade rennais FC         | Dom. | 0 - 2 | -                                                         |        | 29.669     |
| 11 janvier 2006   | J21     | -            | AC Ajaccio               | Ext. | 2 - 0 | Capoue 13e, Diallo 24e                                    |        | 2.755      |
| 14 janvier 2006   | J22     | -            | OGC Nice                 | Dom. | 0 - 0 | -                                                         |        | 24.752     |
| 21 janvier 2006   | J23     | -            | FC Metz                  | Ext. | 4 - 1 | Guillon 22e, Diallo 42e 64e, Payet 90e                    |        | 12.369     |
| 4 février 2006    | J25     | -            | Toulouse FC              | Ext. | 0 - 1 | -                                                         |        | 15.159     |
| 11 février 2006   | J26     | -            | FC Sochaux-Montbéliard   | Dom. | 3 - 1 | Diallo 20e 71e 73e                                        |        | 24.868     |
| 14 février 2006   | J24     | -            | ES Troyes AC             | Dom. | 1 - 1 | Keșerü 78e                                                |        | 25.223     |
| 17 février 2006   | J27     | Canal+       | Olympique lyonnais       | Ext. | 1 - 3 | Diallo 73e                                                |        | 38.393     |
| 25 février 2006   | J28     | Canal+       | Paris Saint-Germain FC   | Dom. | 0 - 0 | -                                                         |        | 32.691     |
| 5 mars 2006       | J29     | Canal+       | AS Saint-Étienne         | Ext. | 0 - 1 | -                                                         |        | 24.359     |
| 12 mars 2006      | J30     | Canal+ Sport | Lille OSC                | Dom. | 1 - 1 | Rossi 7e                                                  |        | 24.947     |
| 18 mars 2006      | J31     | Canal+       | Le Mans UC 72            | Ext. | 0 - 0 | -                                                         |        | 12.941     |
| 25 mars 2006      | J32     | -            | AS Nancy-Lorraine        | Ext. | 0 - 0 | -                                                         |        | 16.609     |
| 1er avril 2006    | J33     | -            | Olympique de Marseille   | Dom. | 1 - 3 | Oliech 57e                                                |        | 37.260     |
| 8 avril 2006      | J34     | -            | RC Strasbourg            | Ext. | 1 - 0 | Capoue 29e                                                |        | 20.507     |
| 15 avril 2006     | J35     | -            | AJ Auxerre               | Dom. | 3 - 2 | Oliech 6e, Cetto 69e, Faé 86e                             |        | 32.554     |
| 30 avril 2006     | J36     | -            | AS Monaco FC             | Ext. | 1 - 1 | Capoue 28e                                                |        | 11.061     |
| 6 mai 2006        | J37     | -            | FC Girondins de Bordeaux | Dom. | 0 - 1 | -                                                         |        | 34.548     |
| 13 mai 2006       | J38     | -            | RC Lens                  | Ext. | 1 - 3 | Faé 8e                                                    |        | 36.868     |

### Coupe de France
| Date            | Tour            | Adversaire          | Niveau   | Lieu | Score | Buteurs du FCNA                   | Affluence |
| --------------- | --------------- | ------------------- | -------- | ---- | ----- | --------------------------------- | --------- |
| 7 janvier 2006  | 1/32e de finale | Valenciennes FC     | L2 (D2)  | Dom. | 2 - 1 | Cetto 2e, Capoue 90e              | 10.438    |
| 31 janvier 2006 | 1/16e de finale | FUSC Bois-Guillaume | CFA (D4) | Ext. | 2 - 0 | Rossi 14e, Diallo 89e             | 12.000    |
| 21 mars 2006    | 1/8e de finale  | Dijon FCO           | L2 (D2)  | Dom. | 3 - 0 | Pierre 42e, Oliech 85e, Quint 90e | 13.278    |
| 12 avril 2006   | 1/4 de finale   | Calais RUFC         | CFA (D4) | Ext. | 1 - 0 | Da Rocha 88e                      | 25.463    |
| 20 avril 2006   | 1/2 finale      | Paris SG            | L1 (D1)  | Dom. | 1 - 2 | Cetto 72e                         | 30.000    |

### Coupe de la Ligue
| Date                   | Tour            | Adversaire               | Niveau | Lieu | Score                 | Buteurs du FCNA   | Affluence |
| ---------------------- | --------------- | ------------------------ | ------ | ---- | --------------------- | ----------------- | --------- |
| Mardi 25 octobre 2005  | 1/16e de finale | Olympique lyonnais       | D1     | Dom. | 1 - 1, 4-3 aux t.a.b. | Diallo 30e        | 28.025    |
| Mardi 20 décembre 2005 | 1/8e de finale  | FC Girondins de Bordeaux | D1     | Ext. | 1 - 3                 | Diallo 66e (pen.) | 14.955    |

## Statistiques

### Statistiques collectives

#### Équipe-type
| Landreau (c) Savinaud Guillon Cetto Signorino Toulalan Faé Da Rocha Capoue Bamogo Diallo |
| Équipe type du FC Nantes lors de la saison 2005-2006.                                    |
| Landreau (c) Savinaud Guillon Cetto Signorino Toulalan Faé Da Rocha Capoue Bamogo Diallo |

| no | Joueur            | Nat. | Poste                  | MJ | Doublure            | MJ |
| -- | ----------------- | ---- | ---------------------- | -- | ------------------- | -- |
| 1  | Mickaël Landreau  |      | Gardien de but         | 36 | Tony Heurtebis      | 3  |
| 15 | Nicolas Savinaud  |      | Latéral droit          | 28 | David Leray         | 21 |
| 24 | Loïc Guillon      |      | Défenseur central      | 31 | Pascal Delhommeau   | 21 |
| 4  | Mauro Cetto       |      | Défenseur central      | 29 | Jean-Jacques Pierre | 9  |
| 3  | Franck Signorino  |      | Latéral gauche         | 27 | David Leray         | 21 |
| 17 | Jérémy Toulalan   |      | Milieu défensif        | 29 | Bocundji Ca         | 19 |
| 11 | Aurélien Capoue   |      | Milieu offensif gauche | 20 | Imed Mhadhbi        | 9  |
| 35 | Emerse Faé        |      | Milieu offensif droit  | 29 | Julio Hernan Rossi  | 12 |
| 8  | Frédéric Da Rocha |      | Milieu offensif        | 35 | Milos Dimitrijevic  | 24 |
| 26 | Habib Bamogo      |      | Attaquant              | 31 | Luigi Glombard      | 16 |
| 13 | Mamadou Diallo    |      | Attaquant              | 35 | Claudiu Keserü      | 14 |

## Sponsors / Partenaires
- Kappa
- Synergie
- Dirickx
- Nantes
- Orange
- Distinxion
- Corem
- Société générale
- Profil+